# Zeeman (beroep)
Een zeeman (meervoud: zeelui) is iemand die voor zijn beroep op zee vaart of heeft gevaren. 
Om tot zeeman te worden opgeleid, gaat men naar de zeevaartschool, of men volgt een technische opleiding om tijdens de vaart onderhoud aan het schip te plegen.
Aan boord van schepen bestaan, afhankelijk van scheepstype en grootte van het schip, allerlei functies. In het verleden waren er nogal wat functies die thans niet meer bestaan.
De echtgenote van een zeeman, de zeemansvrouw, bleef vroeger aan wal, maar kan tegenwoordig op de grote vaart ook mee gaan.

## Functies aan boord
- Boordwerktuigkundige
- Bootsman
- Eerste stuurman
- Gezagvoerder
- Hoofdwerktuigkundige
- Kabelgast
- Kapitein
- Lichtmatroos
- Marconist
- Matroos
- Scheepsarts
- Scheepsjongen
- Scheepskok
- Schipper
- Stuurman